# Кутузовка (район імені Лазо)
Куту́зовка (рос. Кутузовка) — селище у складі району імені Лазо Хабаровського краю, Росія. Входить до складу Бічевського сільського поселення.

## Населення
Населення — 101 особа (2010; 153 у 2002).
Національний склад (станом на 2002 рік):
- росіяни — 91 %